# Franjo Kuharić
Franjo Kuharić (Pribić, 24 april 1919 - Zagreb, 11 maart 2002) was een Kroatisch geestelijke en kardinaal van de Rooms-Katholieke Kerk.
Kuharić studeerde aan de theologische faculteit van de Universiteit van Zagreb en werd op 15 juli 1945 priester gewijd. Tot 1964 was hij vervolgens als pastoor werkzaam in het aartsbisdom Zagreb. Op 15 februari van dat jaar benoemde paus Paulus VI hem tot titulair bisschop van Meta en tot hulpbisschop van Zagreb. Hij ontving zijn bisschopswijding uit handen van de aartsbisschop van Zagreb, Franjo Šeper. Zijn wapenspreuk luidde: Deus caritas est: God is liefde.  Kuharić nam deel aan de laatste sessies van het Tweede Vaticaans Concilie. In 1970 werd hij de opvolger van Šeper, als aartsbisschop van Zagreb. Van 1970 tot 1993 was hij voorzitter van de Joegoslavische bisschoppenconferentie.
Paus Johannes Paulus II creëerde hem kardinaal tijdens het consistorie van 2 februari 1983. De San Girolamo dei Croati werd zijn titelkerk. Hij was tot 1997 voorzitter van de Kroatische bisschoppenconferentie en erelid van de Kroatische Academie van Wetenschappen en Kunsten. In 1997 ging hij met emeritaat. Hij werd opgevolgd door Josip Bozanić. Hij werd de Rots van Kroatië genoemd. Hij overleed vijf jaar na zijn emeritaat. Zijn lichaam werd bijgezet in de kathedraal van Zagreb.

## Geschreven boeken
- Pisma i razmatranja o katoličkom svećeništvu (1974.)
- Korizmene poslanice i poruke (1985.)
- Poruke sa Stepinčeva groba (1990.)

- Bibliothèque nationale de France: cb12155868p (data)
- Gemeinsame Normdatei: 119449927
- International Standard Name Identifier: 0000 0000 8784 7749
- Library of Congress Control Number: n98003656
- Nationale Bibliotheek van Tsjechië: js20211121888
- Système universitaire de documentation: 112612105
- Virtual International Authority File: 88837165
- WorldCat: E39PBJtxcqK36rPw67wyhX6VG3